# کیسی کات
کیسی مورتون کات (زادهٔ ۸ اوت ۱۹۹۲) بازیگر آمریکایی است که بیشتر برای اجرای نقش کوین کلر در مجموعه تلویزیونی ریوردیل شبکهٔ سی‌دابلیو شناخته شده‌است.وی از سال ۲۰۱۱ تا الان مشغول فعالیت می‌باشد.او به تازگی ازدواج کرده است.

## اوایل زندگی و تحصیل
کات در سال ۱۹۹۲ به‌عنوان فرزند میانی ریک کات، مدیر سرمایه‌گذاری و خلبان سابق هواپیماهای جنگنده در نیروی هوایی، و لوری کات (مورتون) متولد شد. کات به‌همراه خواهر کوچک و برادر بزرگ‌تر خود کوری کات، در شیگرین فالز، اوهایو بزرگ شد و از دبیرستان شیرگرین فالز فارغ‌التحصیل شد. او پیش از آن که تصمیم به تحصیل در رشتهٔ بازیگری گرفته و به دانشگده درام کارنگی ملون—که در سال ۲۰۱۶ از آنجا فارغ‌التحصیل شد—منتقل شود، برای مدت دو سال در دانشگاه بوستون تحصیل کرد.

## فیلم‌شناسی

### فیلم
| سال  | عنوان                       | نقش         | توضیح          |
| ---- | --------------------------- | ----------- | -------------- |
| ۲۰۱۹ | تمام چیزهای کوچکی که می‌کشیم | تروور اولسن | به اتمام رسیده |

### تلویزیون
| سال        | عنوان                           | نقش         | توضیح                                        |
| ---------- | ------------------------------- | ----------- | -------------------------------------------- |
| ۲۰۱۷       | قانون و نظم: واحد ویژه قربانیان | لوکاس هیل   | قسمت: «تبدیل»                                |
| ۲۰۱۷–اکنون | ریوردیل                         | کوین کلر    | شخصیت دوره‌ای (فصل ۱)؛ نقش اصلی (فصل ۲–اکنون) |
| ۲۰۱۸       | غریزه                           | داینو مورتی | قسمت: «پایلوت»                               |
| ۲۰۲۰       | کتی کین                         | کوین کلر    | قسمت: «فصل دهم: گلوریا»                      |

### موزیک ویدئو
| سال  | عنوان   | هنرمند(ها)      | توضیح  |
| ---- | ------- | --------------- | ------ |
| ۲۰۱۷ | «چرا»   | سابرینا کارپنتر | [ ۱۰ ] |
| ۲۰۱۹ | «کفش‌ها» | مینا توبایاس    |        |